# Vithaj

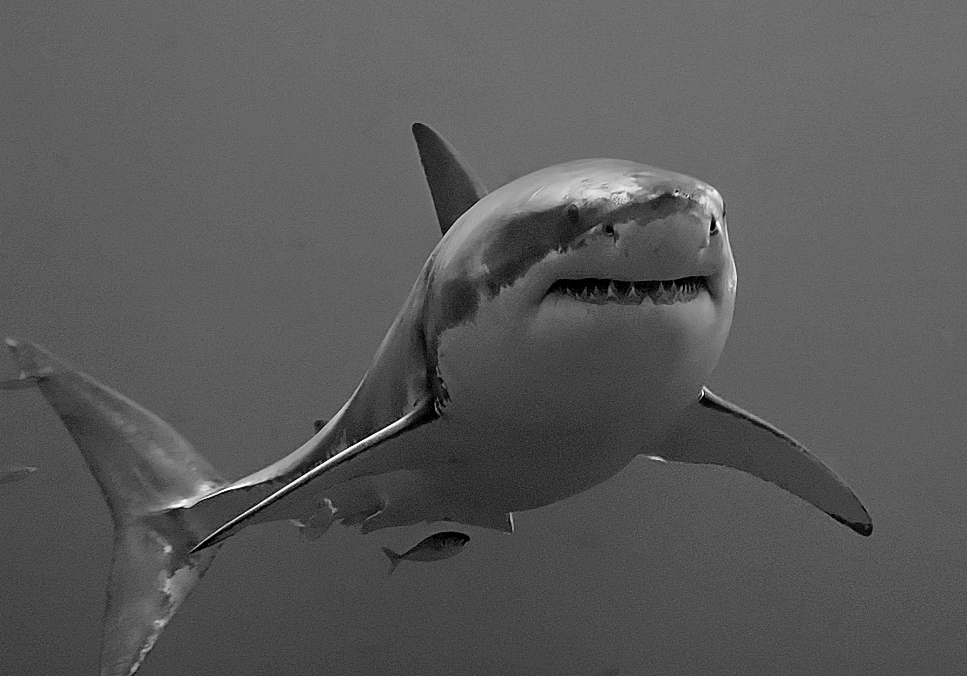
Vithaj.

Vithaj (Carcharodon carcharias) är en haj som tillhör familjen håbrandshajar. Vithajen är den största nu levande rovfisken, och den tredje största hajarten. Den lever i svalare subtropiska områden, och dess huvudsakliga föda består av fisk och marina däggdjur som den jagar aktivt. Den tillhör den grupp av hajar som är regionalt heteroterm då den till viss del kan reglera sin kroppstemperatur genom tre stycken värmeväxlare och upprätthålla en högre temperatur även i kallare vatten, något som gör att den kan simma mer effektivt.

## Utseende och anatomi
Vithajen är den största nu levande rovfisken, och den tredje största hajarten. Hanar blir oftast uppåt 3,5–4 meter och honor något större på mellan 4,5 och 5 meter. Beträffande maxstorleken konstaterar forskarna Richard Ellis och John E. McCosker 1991 i boken The Great White Shark att de största vithajarna varierar mellan 6 och 6,5 meter, och att det inte finns några vetenskapliga belägg för de ofta cirkulerande uppgifterna om vithajar på 7 meter eller större.
Den största bekräftade vithajen fångades 1956 i Villeneuve-lès-Maguelone, Frankrike och var 5,89 m lång. Den finns idag bevarad i full skala på zoologiska museet i Lausanne, Schweiz. Enligt IGFA uppgår den största vikten på ett hittills infångat exemplar till 1 208 kg, men det finns flera andra uppgifter om vithajar som vägt över 3 000 kg. Vithajar kan bli upp till 70 år.

### Endotermi
Vithajen är en av de fiskar som kan upprätthålla en betydligt högre temperatur i kroppen än i det omgivande vattnet, vilket kallas endotermi. Det finns tre varianter av endotermi där vithajens variant kallas regional heterotermi, vilket innebär att den kvarhåller värme enbart i vissa delar av kroppen till skillnad från fåglar och de flesta däggdjur som håller värmen i hela eller större delen av kroppen. Regional heterotermi hos vithajen är möjligt på grund av tre stycken värmeväxlare i form av täta nätverk av små artärer och vener. Dessa värmeväxlare är belägna i simmusklerna, främre delen av de interna organen och runt hjärnan. Detta gör att vithajen även i kalla vatten kan simma effektivt och utan att hjärnans aktivitet påverkas. Denna anpassning är förmodligen evolutionärt kopplad med vithajens inflyttning till tempererade vatten.

## Utbredning
Vithajen har en av de största geografiska utbredningarna av alla hajar och förekommer i de flesta hav, som Stilla havet, Atlanten, Indiska oceanen och Medelhavet. De håller till både i grunda och djupa vatten, dock sällan djupare än 300–500 meter. Det största djup en vithaj konstaterats på är 1 280 meter. Satellitstudier och genetiska studier tyder på att vithajen kan migrera långa sträckor. Det finns inga bevis som tyder på att vithajen förekommer i Sverige eller norra Europa. Vithajen är inte rapporterad i Storbritannien eller Irland, det nordligaste fyndet i Europa kommer från området utanför floden Loire och La Rochelle i Frankrike.

## Ekologi
Vithajen äter fisk, sälar, kadaver, andra hajar och det händer att den äter fåglar. Vithajar är troligen ensamlevande men de har en social hierarki. Vithajarnas tänder är formade för att skära och kan bland annat skära genom segt kött, ben och senor. Vissa systematiker menar att vithajen är släkt med en utdöd hajart, Megalodon, också kallad jättetandhaj (Carcharodon megalodon). Denna antas ha haft ett liknande utseende som vithajen, men kunde bli upp till 16 meter lång och väga över 52 ton. Andra systematiker hävdar att två olika arter inte behöver vara nära släkt för att de liknar varandra, då de lika gärna kan ha varit föremål för ett liknande selektionstryck och miljöpåverkan, så kallad konvergent evolution. 
I södra Sydafrika nära Kapstaden har ett intressant beteende observerats. Varje vinter samlas ett flertal vithajar i False Bay runt ön Seal Island. I sin jakt på de pälssälar som håller till där under vinterhalvåret kan man observera vithajar, stora och små, när de bryter vattenytan i snabba och kraftfulla attacker på sitt byte. Fenomenet kallas breaching (bryta igenom).

## Vithajar och människor

### Status och hot
Internationella naturvårdsunionen kategoriserar vithajen som sårbar (VU) och dess utvecklingstrend är negativ. Största hoten utgörs av att individer fastnar som bifångst vid kommersiellt fiske. Vithajen jagas även för produktion av artefakter och troféer, av fenor, tänder och käkar. Man fångar dem även för konsumtion, men tar då enbart deras fenor som används som ingrediens i hajfenssoppa.

### Hajattacker mot människan
På grund av storlek och födoval är vithajen potentiellt farlig även för människan och vithajen hör till de hajar som står för flest allvarliga attacker. Sannolikheten att bli biten av en vithaj är dock liten, och människans fruktan för hajar står inte i relation till antalet hajattacker. Det sker 75–100 hajattacker (exklusive småbett) varje år varav 5–6 stycken med dödlig utgång.Av dessa siffror står vithajen endast för en mindre del: åren 2000–2010 skedde sammanlagt 66 attacker av vithaj mot människor, och av dessa attacker var 14 stycken med dödlig utgång.
Det debatteras livligt varför vithajen attackerar människor. Den internationellt erkände hajsystematikern och forskaren Leonard Compagno tycker att man istället ska vända på frågeställningen. Med tanke på det låga antalet attacker och de många miljoner människor som är i haven varje dag tycker Leonard att den stora frågan är: varför attackerar hajar oss så sällan?.
Varför vissa hajar i sällsynta fall attackerar oss har man inget svar på, men det finns en del populära teorier. Somliga hävdar att hajarna helt enkelt tror att människan är något av deras vanliga byten, till exempel säl. När en surfare ligger på en surfingbräda och paddlar kan hajen tro att det är en säl och anfaller, men ångrar sig när de upptäcker att så inte var fallet. Den teorin går under namnet »mistaken identity«-teorin. Dagens vetskap om vithajens visuella perception stärker inte denna teori. Vissa forskare tror att vithajens syn liknar människans, om detta stämmer så är denna teori inte speciellt trolig.
En annan teori är att det handlar om hajens självförsvar eller försvar av territorium. 
Hajar har rikligt med nervanslutningar till tänderna, det är med tänderna de "känner" sig fram, liksom en människa använder händerna. Vithajar byter föda när de är cirka 3 meter långa, förutom fisk så börjar de då också att ta marina däggdjur. En teori är att vithajar just runt denna storlek "testar" sig fram. Det är svårt att bekräfta denna teori eftersom längduppgifter i hajattackstatistiken är baserade på mänskliga ögonmått i stressade situationer. 
Överhuvudtaget är det svårt att använda hajattackstatistik i vetenskapliga syften då statistiken kan säga mer om människans beteende än hajens. Statistik blir inte information förrän den säger någonting. Frågan "vad betyder allt detta, om någonting alls" bör alltid ställas. Till exempel så minskar hajattacker mellan klockan 12.00 och 13.00 på dagen. Detta behöver inte säga någonting om hajarnas beteende utan kan likaväl beskriva att förutsättningarna till kontakt mellan hajar och människor minskar vid denna tid på dagen, eftersom många människor då går och äter. Det sker flest attacker vid soliga dagar, något som kan bero på att det finns betydligt fler människor som badar då. I tre till fyra procent av vithajsattackerna påstås den attackerande hajen ha varit över 7 meter. Som beskrivs i första stycket är denna längd inte speciellt sannolik och ingenting som förekommer i vetenskaplig litteratur. 
Vithajens storlek, samt att den naturligt bara lever i havet, gör att det liksom för många andra hajarter, är ytterst svårt att studera den i naturen och ingen vithaj har ännu överlevt i akvarium under någon längre tid. Ett fåtal studier har gjorts i naturen, antingen genom direkta observationer, där individer vanligtvis identifieras av karaktärsdrag på ryggfenan, eller indirekt med telemetri, det vill säga att en ultraljudssändare fästs på hajen, som sedan avlyssnas från en båt. På senare tid har även mer avancerade sändare använts där man inte behöver avlyssna sändaren, då den via satellit skickar den information som den samlar in. På detta sätt kan man få veta var hajen simmar, hur fort, när på dygnet, och så vidare.
Dr Kenneth Goldman visade med hjälp av sändare att vithajarna runt Farallonöarna utanför Kalifornien rör sig längs botten så länge som djupet inte överstiger 30 m. Dessutom hade större individer mindre områden som de rörde sig över än vad de mindre individerna hade. Antagligen kunde de större och mer erfarna individerna tillgodose sina energibehov inom ett mindre område eftersom de där jagar sälar, som lever i kolonier. De yngre och mindre erfarna individerna blev möjligen utkonkurrerade av de större, och detta gjorde att de måste röra sig över större områden för att hitta tillräckligt med föda. Detta är emellertid till stor del spekulationer, och det skulle behövas fler studier på vithajens ekologi och beteende innan man skulle kunna förstå dess liv.
Forskning vid Seals Island, Sydafrika visar att vithajarna där är mycket selektiva. En videokamera placerades på en sälattrapp som konstruerats noga för att efterlikna en säl. Det visade sig att de allra flesta attacker avbröts bara 1 meter från ytan. Det kostar mycket energi att hoppa efter en säl så det gäller för vithajen att investera energin på rätt sätt.